# 圣卢瓦耶代尚
圣卢瓦耶德尚（法語：Saint-Loyer-des-Champs，法語發音：[sɛ̃ lwaje de ʃɑ̃] ⓘ）是法国奥恩省的一个旧市镇，位于该省中部，属于阿让唐区。2015年1月1日，圣卢瓦耶德尚和相邻的另外3个市镇合并为新市镇布瓦尚普雷（Boischampré）。

## 地理
圣卢瓦耶德尚（48°42'8"N, 0°1'11"E）面积10 平方千米，位于法国诺曼底大区奧恩省，该省份为法国西北部内陆省份，北起顺时针与卡爾瓦多斯省、厄尔省、厄尔-卢瓦省、萨尔特省、马耶讷省和芒什省接壤。
与圣卢瓦耶德尚接壤的市镇（或旧市镇、城区）包括：奥恩河畔瑞维尼、马尔塞。
圣卢瓦耶德尚的时区为UTC+01:00、UTC+02:00（夏令时）。

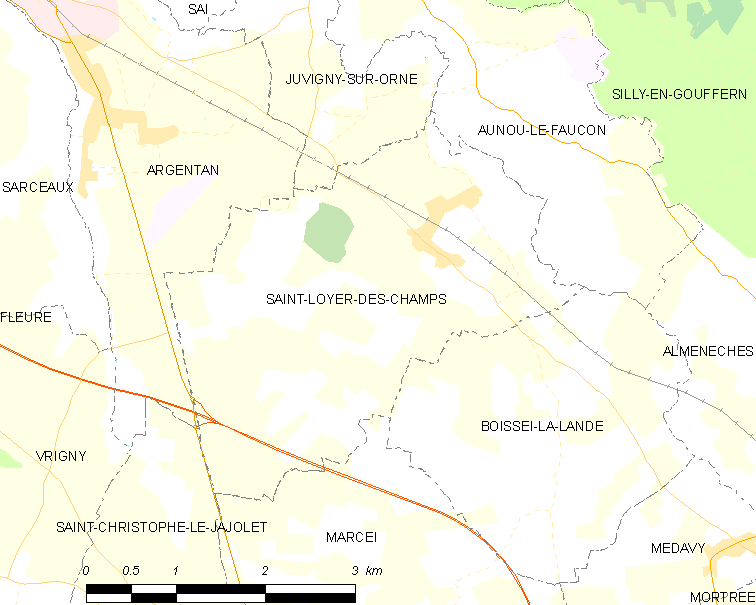
圣卢瓦耶德尚的OSM定位图

## 行政
圣卢瓦耶德尚的邮政编码为61570，INSEE市镇编码为61417。

## 政治
圣卢瓦耶德尚所属的省级选区为阿让唐第一县。

## 人口

1962-2008年间圣卢瓦耶德尚人口变化图示

圣卢瓦耶德尚于2018年1月1日时的人口数量为370人。